# Enes Kišević
Enes Kišević (Bosanska Krupa, 1. svibnja 1947.) je hrvatski književnik i dramski umjetnik, član Društva hrvatskih književnika i bivši glumac.

## Životopis
Kišević je osnovnu školu i gimnaziju završio u Ključu. 1971. diplomirao je na Akademiji kazališne i filmske umjetnosti u Zagrebu. Glumačku karijeru započeo je u Narodnom pozorištu Bosanske krajine u Banja Luci. Igrao je u više kazališnih, filmskih i televizijskih drama. Dobitnik je značajnih književnih nagrada. Kiševićeve pjesme su prevedene na mnoge jezike, između ostalih na engleski, njemački, francuski, slovenski, talijanski, turski, perzijski, mađarski, arapski. Neka njegova djela u svojoj je antologiji Żywe źródła iz 1996. s hrvatskog na poljski prevela poljska književnica i prevoditeljica Łucja Danielewska.
Autor je dvadesetak knjiga poezije.

## Zanimljivosti
Nagrađivani je pisac haiku poezije. Od 1957. navijač je Hajduka iz Splita.

## Izbor iz bibliografije
- Mladić nosi svoje prve pjesme na ogled (1976.),
- Sve mirim te svijete (1976.),
- I ništa te kao ne boli (1980.),
- Mačak u trapericama (igra za djecu 1979.),
- Na ogledalu lice umij (igra za djecu 1979.),
- Due Pozzi Verdi (izbor pjesama na italijanskom 1987.),
- Erosa sjeme (1986.),
- Lampa u prozoru (1987.),
- Sijeda djeca (1992.),
- Snijeg u očima (1993.),
- Havino preklinjanje (1995.),
- Dever ćuprija (1996.),
- Svjetlost je Tvoja sjena (2002.)
- 101 vino od vina (2007.)
- Voda je moja mati (2008.)
- Zelene piramide (2008.)
- Jutarnji mrak (2018.)
- Sepide ke sar zad (سپیده که سر زد) (2018.) Zbirka pjesama u perzijskom prijevodu

### Odabrane pjesme
- Prisutan kao svjetlost bez glasa

## Filmografija

### Televizijske uloge
- "Lažeš, Melita" (1984.)
- "Nepokoreni grad" kao Ivan Goran Kovačić (1982.)

### Filmske uloge
- "Dječak sa Sutle" (1987.)
- "U raljama života" kao Frndić (1984.)
- "Balada o jednoj zastavi" (1976.)
- "Izjava" kao radnik u tvornici (1976.)
- "Kud puklo da puklo" (1974.)

## Književne nagrade
- nagrada Društva književnika Hrvatske
- nagrada 7 sekretara SKOJ-a
- nagrada "Zmajev štap" na Zmajevim dečjim igrama u Novom Sadu,
- Nagrada Politikinog zabavnika za najbolju dječju knjigu u bivšoj Jugoslaviji za 1979.
- 2003. dobitnik nagrade "Zvonimir Golob"

## Vanjske poveznice
- Izabrane pjesme  - Enes Kišević